# مبنای حسابداری
مبناهای حسابداری روش‌های متفاوتی برای تعیین زمان شناسایی و ثبت درآمدها و هزینه‌ها هستند.

## انواع مبنای حسابداری
- مبنای نقدی حسابداری (حسابداری نقدی):حسابداری نقدی، روش حسابداری است که اساس آن بر دریافت و پرداخت وجه نقد استوار است. در این سیستم هرگونه تغییر در وضعیت مالی مؤسسه، مستلزم مبادله وجه نقد است و درامدها زمانی شناسایی و در دفاتر ثبت می‌شوند که وجه نقد آنها دریافت شود و هزینه‌ها زمانی شناسایی و در دفاتر ثبت می‌شوند که وجه آنها به صورت نقد پرداخت گردد.
- مبنای نیمه‌نقدی حسابداری (حسابداری نیمه‌نقدی)
- مبنای نیمه‌تعهدی حسابداری (حسابداری نیمه‌تعهدی)
- مبنای تعهدی حسابداری (حسابداری تعهدی)

## مبنای تعهدی (حسابداری تعهدی)
در این مبنا، درآمدها در زمان تحقق، و هزینه‌ها در زمان تحمل شناسایی و ثبت می‌شوند؛ فارغ از این که موعد دریافت و پرداخت وجه نقد چه زمانی باشد.